# 貝倫 (洪都拉斯)

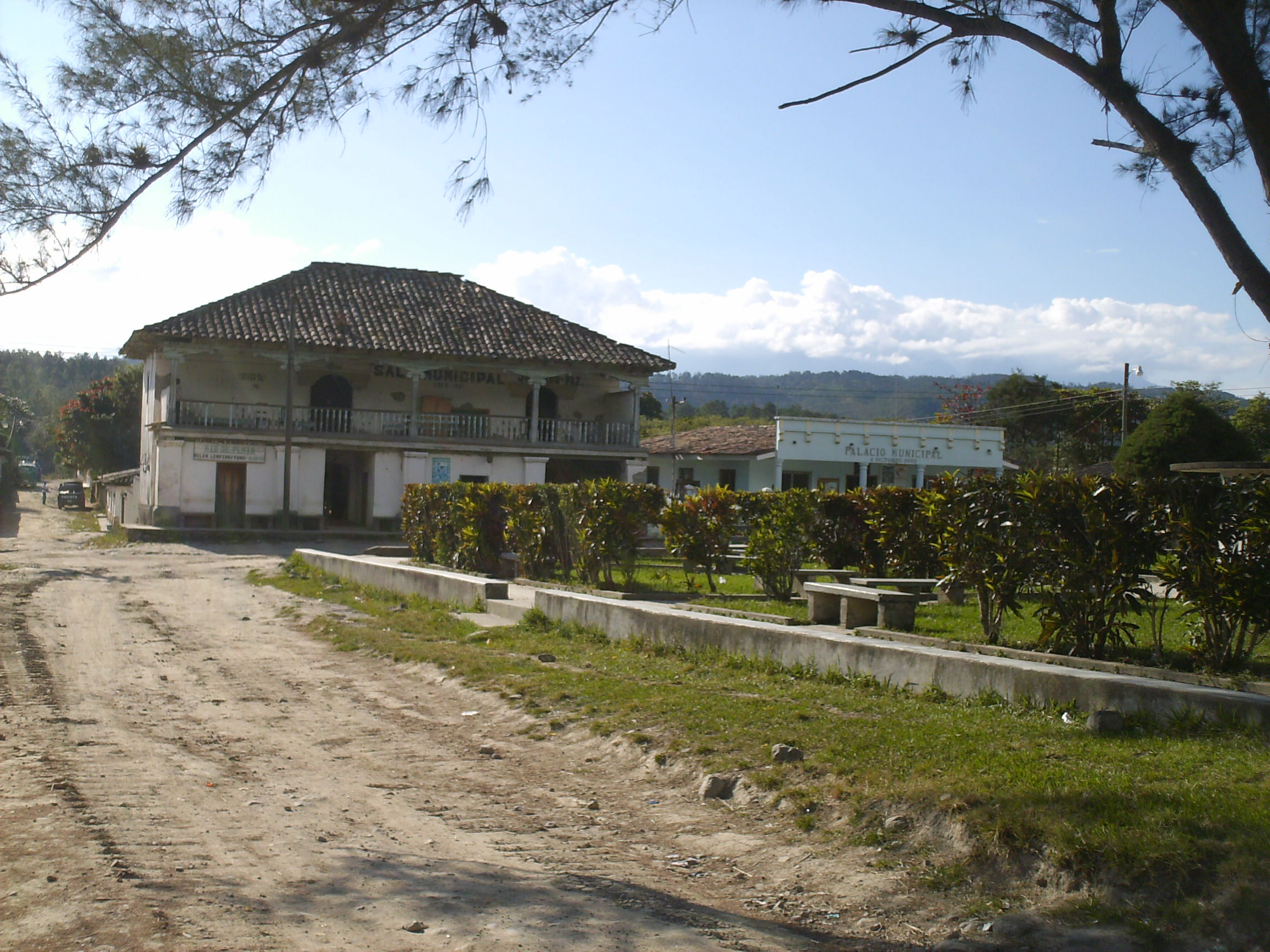

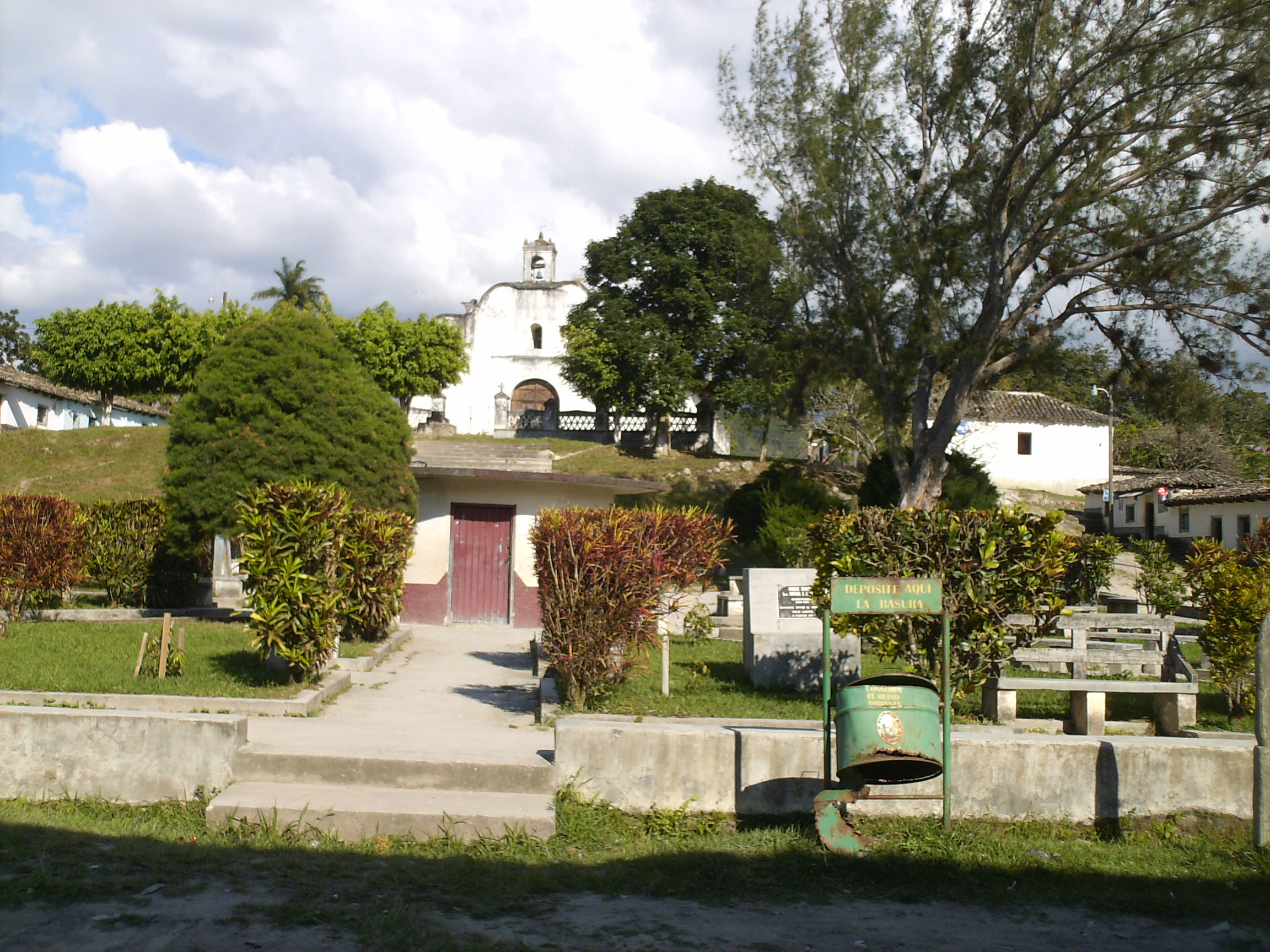

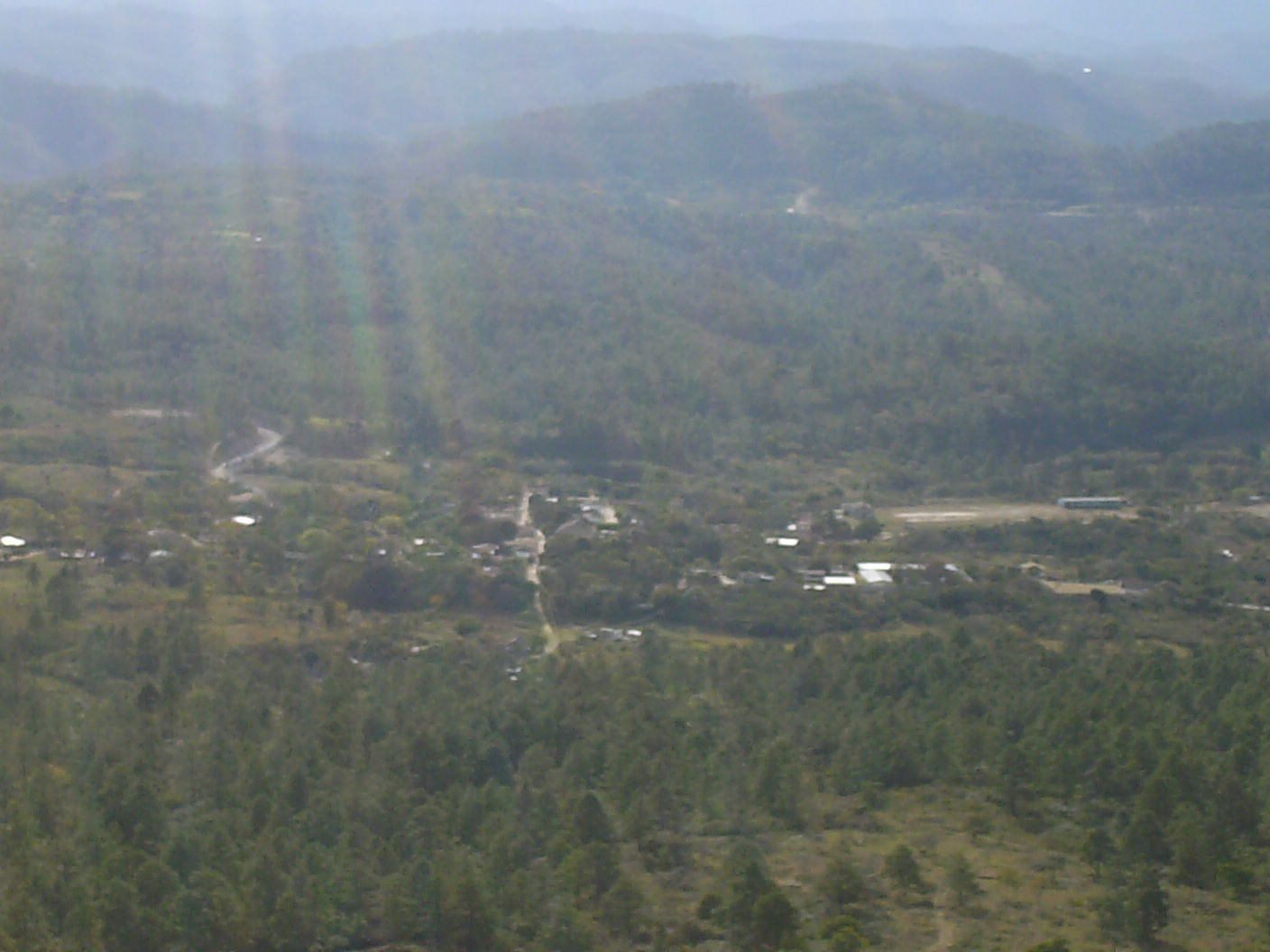

貝倫（西班牙語：Belén），是洪都拉斯的城鎮，位於該國西南部，由倫皮拉省負責管轄，始建於1889年，面積197.80平方公里，海拔高度963米，2001年人口4,344，人口密度每平方公里21.96人。
14°30′N 88°30′W / 14.500°N 88.500°W